# Christine Løvmand
Christine Marie Løvmand, född 19 mars 1803 i Köpenhamn, död 10 april 1872, var en dansk blomstermålare. Hon var en av de första kvinnorna i Danmark som fick erkännande för sin konst.
Hon var dotter till krigsrådet Johannes Løvmand och Sara Christine, född Lützow, och undervisades i blomstermålning av J.L. Camradt. Åren 1831–1834 var hon elev hos C.W. Eckersberg vars undervisning skedde på söndagarna eftersom kvinnor inte hade tillträde till Kunstakademiet. Kvinnor fick inte heller måla efter nakenmodell och därmed inte  historiska motiv. Blomstermåleri blev därför det typiska valet för den tidens kvinnliga konstnärer. År 1842 reste hon till Tyskland med stöd av kung Christian VIII och 1847 var hon i Paris på egen räkning. 
Efter faderns död år 1826 tvingades hon försörja sig själv och började undervisa i teckning och målning i sitt hem. Bland eleverna fanns skådespelaren Johanne Luise Heiberg och  Eleonora Tscherning, född Lützow, som senare blev känd för sina landskapsmålningar. Undervisningen upptog dock mycket av hennes tid.
Christine Løvmand målade stilleben med blommor och frukter varav flera köptes av Den Kongelige Malerisamling mellan 1827 och 1844. Hon ställde ut på  Charlottenborg under ett halvt sekel från år 1827, totalt 42 gånger. Postumt har hennes tavlor utställts på bland annat Statens Museum for Kunst år 1980 och 1983.

## Galleri

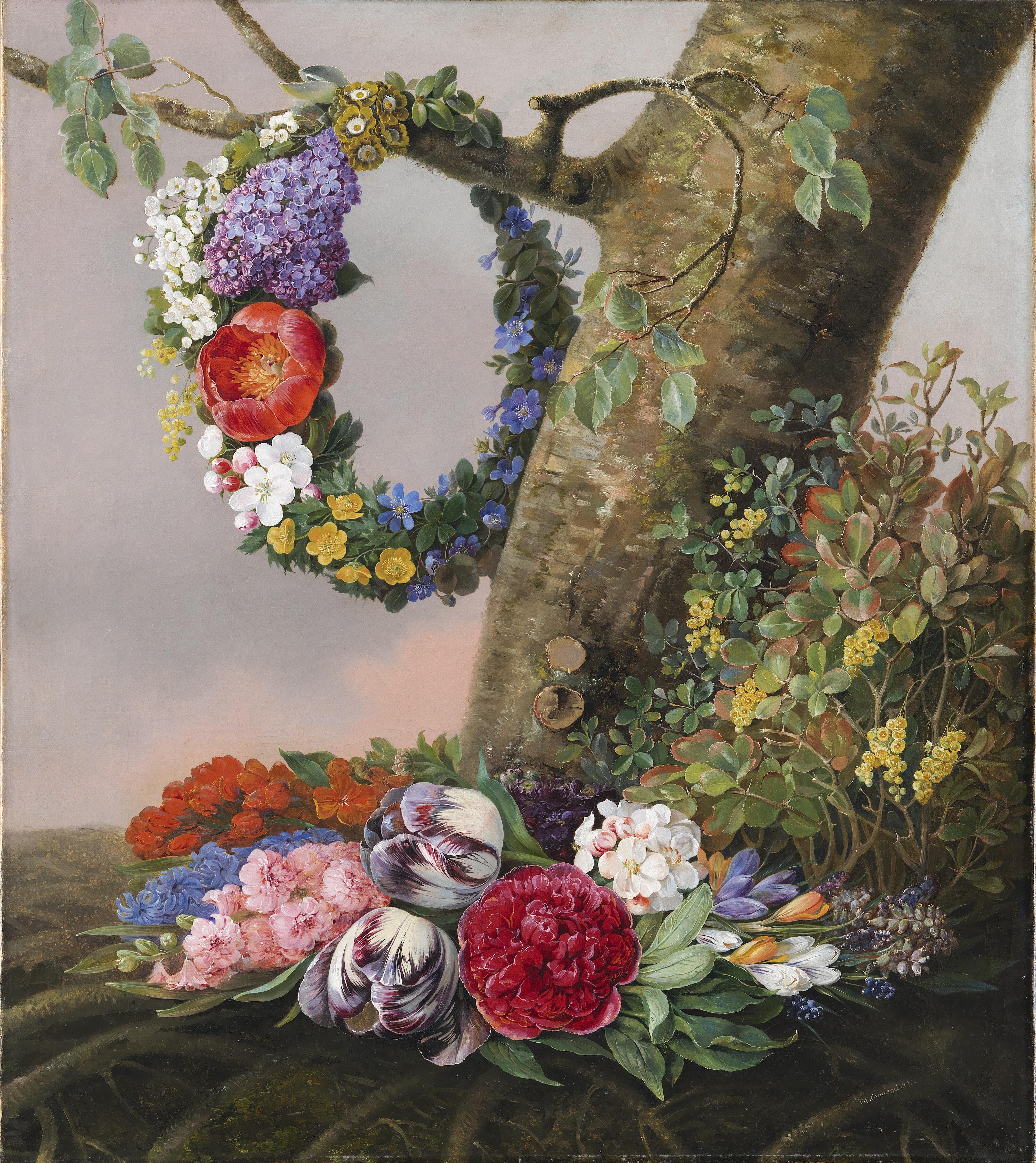
Blomsterbukett vid foten av ett träd, 1832
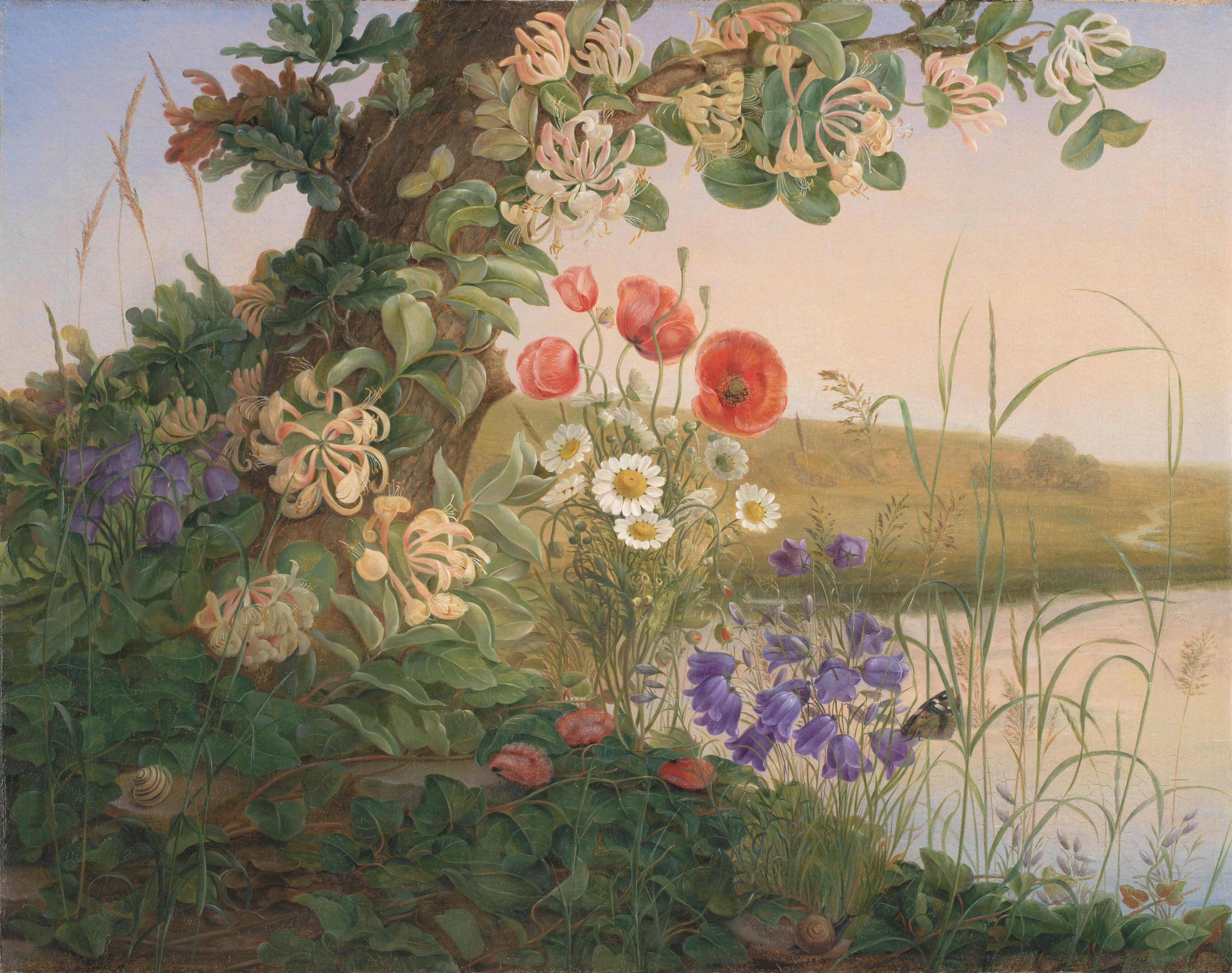
Blomster, 1841.
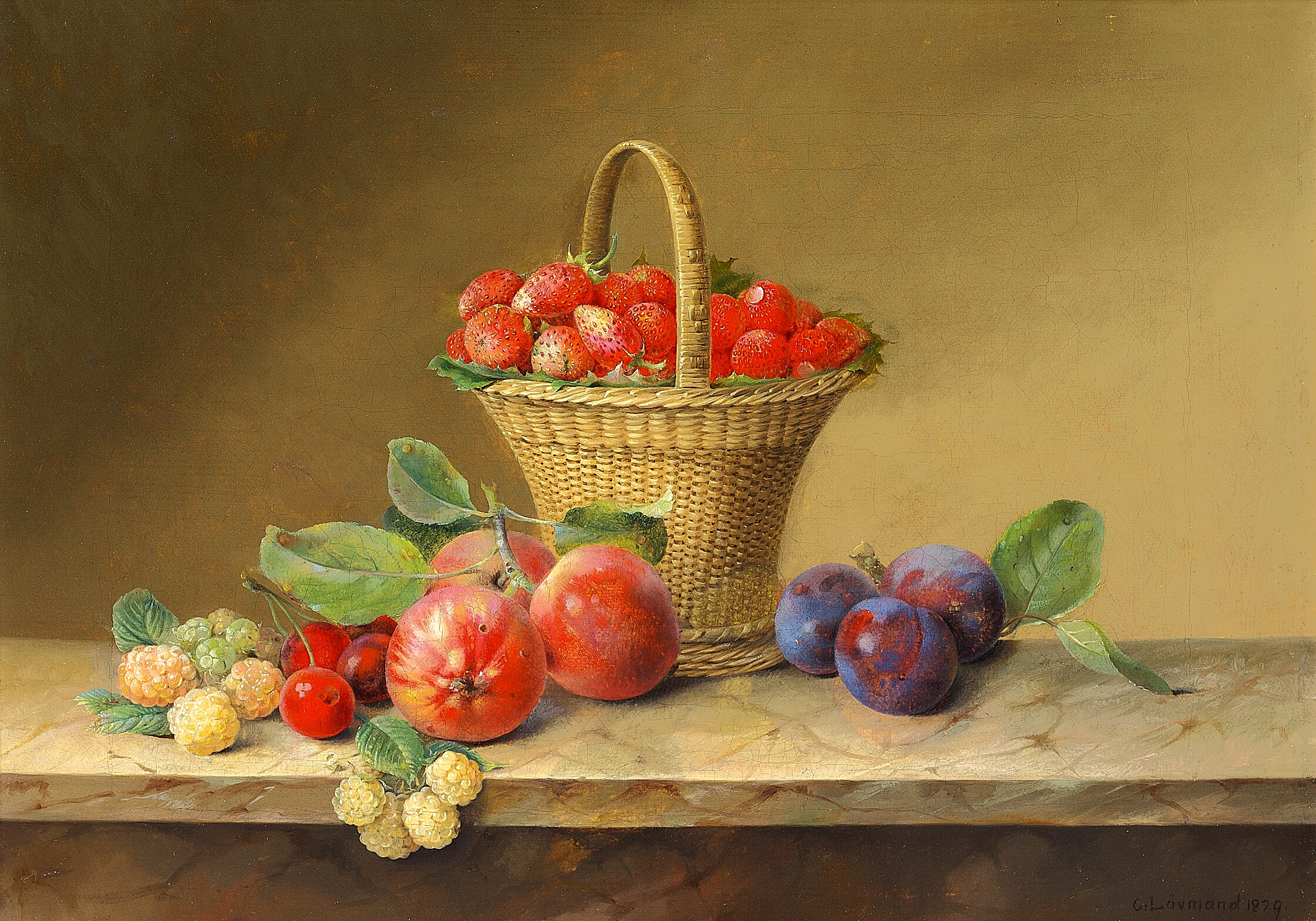
Jordgubbar i en korg på en karm med äpplen och  plommon, 1829.